# BB&T Atlanta Open 2014
BB&T Atlanta Open 2014 — тенісний турнір, що проходив на кортах з твердим покриттям у місті Атланта, США з 21 липня. Належав до категорії ATP World Tour 250. Був турніром серії Atlanta Open 2014 року.

## Фінальна частина

### Одиночний розряд
Джон Ізнер —  Дуді Села 6–3, 6–4

### Парний розряд
Вашек Поспішил /  Джек Сок —  Стів Джонсон /  Сем Кверрі 6–3, 5–7, [10–5]